# Сурілов Олексій Васильович
Сурілов Олексій Васильович (17 березня 1928, с. Гниляково, зараз в межах села Дачне Одеського району Одеської області, УРСР — 6 березня 1999, Одеса, Україна) — український правознавець, доктор юридичних наук (1966), професор (1967), Заслужений діяч науки і техніки України.

## Життєпис
У 1949 року закінчив юридичний факультет Одеського державного університету імені І. І. Мечнікова (ОДУ), а у 1952 року — аспірантуру ОДУ. Працював у цьому виші старшим викладачем кафедри теорії та історії держави і права. З 1954 року доцент Одеського кредитно-економічного інституту. З 1955 — старший викладач Одеського, а потім Кишинівського філіалу Всесоюзного юридичного заочного інституту (ВЮЗІ). Після перетворення 1959 Кишинівського філіалу ВЮЗІ на юридичний факультет Кишинівського університету працював там доцентом, а згодом — завідувачем кафедри державно-правових дисциплін. З 1968 — завідувач кафедри теорії та історії держави і права юридичного факультету ОДУ, з 1997 — завідувач кафедрою теорії держави і права Одеської державної юридичної академії.

## Наукова діяльність
Активно співпрацював з міжнародними організаціями. 1974 року О. В. Сурілова було призначено членом Постійної палати Міжнародного третейського суду, розташованого в Гаазі (Нідерланди). Також він читав лекції з проблем теорії держави і права та правової охорони довкілля в університетах міст Регенсбург і Пассау, а також в Мадриді, Сегеді, Любліні, Нью-Йорку, Чикаго, Лос-Анджелесі.
З 1980-х років приділяв багато уваги проблемам захисту природного середовища і екологічної правосвідомості. Він був керівником перспективного напряму, над яким працював колектив очолюваної ним кафедри, — «Природоохоронна функція держави». На цю тему були підготовлені дві монографії — «Державно-правове управління якістю навколишнього середовища» (1983), «Державно-правове управління прибережних вод моря» (1986). О. В. Сурилов першим підготував 10 кандидатів наук — екологів права, з них троє — іноземці.
Наприкінці 1980-х років О. В. Сурілов почав систематизацію проблемних питань теорії держави і права. Результатом цієї роботи став вихід у світ навчального посібника «Теория государства и права» (1989), рекомендовану Міністерством освіти і науки України як навчальний посібник. Пізніше О. В. Сурілов опублікував навчальний посібник «Основи загальної теорії держави і права» (1995), який став одним із перших у незалежній Україні з цієї дисципліни.
Сурилов О. В. був автором понад 90 фундаментальних праць з питань теорії та історії держави і права, серед яких 6 монографій. Він створив власну наукову школу, з якої вийшли 27 кандидатів і 5 докторів юридичних наук. Успішно захистили дисертації шість претендентів з Німеччини, Йорданії, Непалу, Афганістану і Ємену.

## Благодійна діяльність
Був членом правління першої в СРСР неурядової благодійної організації Фонду соціальної допомоги імені доктора Ф. П. Гааза

## Літературна творчість
Написав шість історичних романів, у яких відображена епоха кінця XVIII — початку ХХ ст. Це трилогія про засновників Одеси: адмірала Дерібаса, дюка Ришельє, фельдмаршала Воронцова; романи «Месть гайдука» — про події на Балканах у XVIII ст. і роман «Омут» — про події громадянської війни на Півдні України. Останній роман «Государь император Александр ІІ».

## Праці
- Деякі праці